# ألبرت داي
ألبرت داي (بالإنجليزية: Albert Day)‏ (7 مارس 1918 المملكة المتحدة - 21 يناير 1983) هو لاعب كرة قدم بريطاني سابق كان يلعب كمهاجم.